# Johnny Cage
John Carlton, más conocido como Johnny Cage, es un personaje perteneciente a la serie de juegos de lucha Mortal Kombat, creado por John Tobias y Ed Boon. Es uno de los personajes originales de la serie que debutaron en el videojuego de 1992 en ser presentando, convirtiéndose en un elemento básico de la serie. Inspirado en Jean-Claude Van Damme, Cage es una estrella de cine arrogante que juega principalmente el rol de "alivio cómico" en la serie.

## Biografía

### Línea de tiempo original
Johnny Cage es un actor de Hollywood experto en artes marciales, pero toda la gente cree que los golpes de sus películas son un fraude. Harto de la opinión de los críticos, el actor decide entrar en el torneo de Mortal Kombat para demostrar lo contrario.
Tras el torneo, Cage realizó una película contando los hechos ocurridos en el torneo, pero después, al enterarse de que el campeón Liu Kang se embarcó en una misión al extraño y siniestro Mundo Exterior, decidió acompañarlo junto a Jax Briggs y Raiden. Con un esfuerzo conjunto logran rescatar a Sonya Blade, secuestrada antes del torneo.
El Emperador del Mundo Exterior, Shao Kahn, forjó un plan para invadir la Tierra usando como pretexto la resurrección de la reina Sindel, abriendo un portal entre ambos reinos, adueñándose de las almas humanas y enviando a los centauros de Motaro para acabar con posibles amenazas. Cage es atacado y asesinado por una horda de tarkatanos durante la invasión de Shao Kahn a la Tierra, explicando su ausencia en los juegos Mortal Kombat 3 y Ultimate Mortal Kombat 3, pero su alma es interceptada por la conjunción de los Reinos, permitiéndole revivir temporalmente para luchar junto a los Guerreros de la Tierra. Shao Kahn es derrotado y el alma de Cage finalmente puede elevarse a los cielos.
Durante los eventos de Mortal Kombat 4, aprovechándose del caos que generó la guerra con Shao Kahn, el dios caído Shinnok escapó del Infierno, de donde Raiden lo había encerrado siglos atrás, estableciéndose en la Tierra. Cage, que observaba el conflicto desde el cielo, pidió a los dioses volver a luchar junto con sus amigos para aplacar al dios caído. Shinnok y Quan Chi son vencidos y Cage vuelve al mundo de los vivos, como un guerrero protegido de Raiden.
En Mortal Kombat: Deadly Alliance, Quan Chi logra escapar nuevamente del Infierno, en donde era torturado por Scorpion y se encontró en las catacumbas del Rey Dragón, Onaga, frente a su petrificado ejército invencible. Ofreció a Shang Tsung una Alianza Mortal, para revivir este ejército, pero previamente se deshicieron tanto de Liu Kang como de Shao Kahn. Raiden convoca a los defensores del Reino (Cage, Jax, Sonya, Kung Lao, Sub-Zero y Frost) y a la princesa de Edenia, Kitana para combatirlos. En el conflicto, Cage, Jax, Sonya, Kung Lao y Kitana son asesinados por las tropas de la Alianza Mortal. Luego, Onaga logra resucitar y derrota a la alianza y a Raiden, quien sacrificó su vida en vano.
El Rey Dragón esclavizó a los guerreros asesinados para que trabajasen a su servicio, pero es derrotado por Shujinko. Mientras combatían, el alma de Liu Kang, auxiliado por Ermac, logró romper el hechizo que los esclavizaba, regresándolos a la vida.
Con Liu Kang en busca de su cuerpo poseído, y Raiden corrompido por su sacrificio, Cage se preguntaba cómo se organizarían en ausencia de ambos. Cuando de repente recibió visiones de Shinnok forjando un plan, Cage eventualmente decidió investigar por su cuenta hasta que se topó con el dios caído, quien escapó hacia lo desconocido. Entonces Cage reunió a los defensores del Reino y los guio hacia la Pirámide de Argus, contándoles acerca de la alianza maligna que Shinnok ofreció a Shao Kahn, Onaga y la Alianza Mortal.
En la pirámide, el hijo de Argus, Taven derrotó al elemental Blaze, provocando que los combatientes incrementen sus poderes y se masacren unos a otros. Cage es asesinado por tercera vez, siendo decapitado.

### Línea de tiempo alternativa
Cuando la línea temporal se reinicia después de los acontecimientos de Mortal Kombat: Armageddon, inicia la nueva historia de Mortal Kombat 9, un reinicio de la historia del primer juego.
Cage recibe la invitación al Mortal Kombat por sus grandes dotes de pelea. En la ceremonia de ingreso, intenta coquetear con Sonya Blade y se burla de Shang Tsung, quien lo elige para los primeros combates. Cage derrota a Reptile y a Baraka, pero a pesar de impresionarse por la apariencia de estos guerreros, no toma aún el torneo en serio, pensando que se trata de efectos visuales y maquillaje. Intenta acompañar a Sonya, pero ambos terminan peleando, sin embargo Kano aparece y pelea con ambos, siendo derrotado. Cage es eliminado del torneo por Cyrax, siendo Liu Kang el ganador del mismo tras derrotar a Ermac y Shang Tsung
Durante la ceremonia de festejo en la Academia Wu Shi, las tropas del Mundo Exterior atacaron, matando a varios monjes y secuestrando a Sonya. Raiden recluta a los combatientes para ir al torneo del Mundo Exterior. Cage y Jax van a rescatar a Sonya mientras que el resto va a enfrentarse a Shao Kahn. En la final del torneo, Kung Lao le hace frente al Emperador, pero es asesinado. Liu Kang es quien termina derrotándolo.
Tras regresar del Mundo Exterior, Cage es interceptado por las tropas de Motaro, sin embargo en esta ocasión, Raiden lo salva, matando al centauro. Cage se reúne con los defensores del Reino para preparar la defensa, pero son emboscados por Sindel, solo Cage y Sonya sobreviven al ataque tras el sacrificio que hizo Nightwolf para eliminar a la edeniana. Raiden, quien había recibido visiones de su yo del futuro (visiones donde todos morían en el armagedón) se da cuenta de que cada vez que Liu Kang salva el mundo, su amuleto se agrieta un poco, por lo que trata de convencer a Liu Kang de no enfrentar a Shao Kahn en la Tierra, pero Liu Kang quiere luchar contra Shao Kahn y esto provoca que termine luchando con Raiden, quien mata accidentalmente a Liu Kang. Con Johnny Cage y Sonya siendo los únicos guerreros vivos, pero derrotados, Raiden es atacado y casi asesinado por Shao Kahn, pero entonces, los Dioses Antiguos le dan el poder a Raiden para matar a Shao Kahn, ya que había violado las leyes divinas del Mortal Kombat.
La caída de Shao Kahn fue cuidadosamente planeada por Quan Chi, quien aprovechó para liberar a Shinnok del Infierno. Se repite la historia de Mortal Kombat 4, con la diferencia de que Liu Kang ya no está para salvar al mundo, convirtiéndose Johnny Cage en el guerrero más poderoso de la Tierra y en el nuevo elegido de Raiden. En la invasión, Cage jugó un papel vital derrotando primero a los retornados de Quan Chi auxiliando a Raiden, también resucitando a Scorpion, Sub-Zero y Jax en el proceso, y luego enfrentándose cara a cara con Shinnok, venciéndolo y despertando su poder oculto. Raiden y Fujin sellaron al dios caído en su amuleto y lo llevaron al cielo de los Dioses Antiguos.
Después del conflicto, Cage y Sonya comienzan una relación amorosa que daría como fruto el nacimiento de su hija, Cassie Cage. Sin embargo, ambos deciden separarse debido a la adicción al trabajo por parte de Sonya.
Años después, durante los acontecimientos de Mortal Kombat X, Cassie y su amiga Jacqui Briggs, hija de Jax, son secuestradas en el Mundo Exterior. Cage, Sonya y un grupo de las Fuerzas Especiales piden explicaciones a Kotal Kahn. este envía a Reptile y D'Vorah para ayudarlos en su investigación, cuando encuentran a Erron Black diciendo que el Dragón Rojo secuestró a las chicas para un misterioso clérigo. Todos regresan al templo de Kotal cuando son atacados por un ejército de Shokan y Onis liderados por Gorbak, rey de Kuatan y padre de Goro. Inesperadamente, la alianza de Kotal con las Fuerzas Especiales recibe un aliado inesperado: el Dragón Negro. Ambos bandos combaten, terminando con la muerte de Gorbak a manos de Kotal y el pedido de paz de este último con los shokan.
El Emperador viaja con Cage y Sonya a la isla de Shang Tsung, en donde son recibidos por unas poseídas Cassie y Jacqui, apoyadas por Skarlet y el Dragón Rojo. Cage, Sonya y Kotal son tomados prisioneros del clérigo Havik, quien pretendía convertir a Reiko en un Dios de Sangre. Sin embargo, Reiko es asesinado por Havik para hacer aparecer de nuevo el amuleto de Shinnok gracias a las dagas Kamidogu. En ese momento Mileena irrumpió junto con Ermac pero también fueron capturados, pero al mismo tiempo aparecían Scorpion (ahora como Hanzo Hasashi), Takeda, Sheeva y Kintaro. Los combatientes lucharon entre sí mientras Scorpion se llevaba a Havik al infierno para asesinarlo. Al morir Havik, los guerreros poseídos regresaron a la normalidad, pactándose una tregua entre Kotal, Mileena y los shokan, avalados por Raiden.
Tras este incidente, Cage recluta a Cassie, Jacqui, Takeda y Kung Jin para formar un escuadrón joven, y pide ayuda a Sub-Zero para entrenarlos. También Raiden revela a Johnny Cage que sus habilidades especiales se deben a que es descendiente de una culto mediterráneo de guerreros súper poderosos, los Guerreros Antiguos. Cage regresa a las Fuerzas Especiales cuando Sonya le informa sobre el renacimiento de la Guerra Civil del Mundo Exterior, trayendo refugiados de dicho Reino a la Tierra. Mientras el escuadrón de Cassie investiga en el Mundo Exterior, Jax y Kenshi capturan a Quan Chi y lo llevan a las Fuerzas especiales en donde Cage y Sonya lo interrogan. En ese momento, Scorpion irrumpe pidiendo la cabeza de Quan Chi. Todos le intentan hacer entrar en razón pero son derrotados. Scorpion combate con Quan Chi y lo derrota, justo antes de ser decapitado, el hechicero logra invocar a Shinnok, el cual secuestra a Cage y lo lleva al Templo del Cielo junto con los retornados.
En el templo, Cage es inmovilizado por D'Vorah mientras que Shinnok usa su esencia oscura para infectar el Jinsei, núcleo de energía vital de la Tierra. Cassie llega para enfrentar a un corrupto Shinnok, siendo derrotada. Pero al ver a su padre siendo torturado, desata el mismo poder oculto que Cage mostró en el pasado y derrota al dios caído, recibiendo las felicitaciones de su padre.
Dos años han pasado desde la derrota de Shinnok a manos de la familia Cage. Johnny y Sonya han revivido su amor, aún después del divorcio, siguen estando juntos. Las Fuerzas Especiales se preparan para una nueva misión, a la que irán Sony y Cassie. La misión es invadir el Infierno, bajo órdenes de Raiden, con el fin de destruirlos para siempre, pero algo sale mal en la misión y Sonya queda atrapada bajo escombros del castillo de los emperadores del Infierno, Liu Kang y Kitana, como habían colocado C-4 en las columnas, Sonya, que yace atrapada, da la orden a Cassie y a la compañía de abandonar el lugar y dejarla atrás, Cassie se niega, pero Sonya activa la detonación, obligándola a irse y dejarla. Raiden los lleva de nuevo a la Tierra, donde Cassie se arrodilla y llora la muerte de su madre, al verla, Johnny Cage corre hacia ella y lo sabe de inmediato, ambos lloran la muerte de Sonya.
Cuando Kronika trae a los villanos y a los héroes del pasado, entre ellos están Sonya y Johnny del pasado, que se encuentran con la versión del presente de Johnny Cage y Cassie. Johnny Cage y su versión del pasado no se llevan nada bien, pues el Johnny joven es pedante e idiota, mientras el Johnny del presente ha madurado mucho y además está de luto. Johnny viejo pelea contra el joven y lo vence mano a mano, justo en ese momento, la base donde están es atacada por Sektor y otros villanos. Johnny Cage entonces se enfrenta a Erron Black, y cuando se da cuenta de que Sonya ha sido tomada como rehén, sale en un tanque para atacar a Sektor, pero Sektor recibe apoyo aéreo y ambos vehículos terminan destruidos, así que combaten mano a mano. Johnny Cage derrota a Sektor, y entonces Kano viejo aparece con el Johnny joven como rehén, obligando al Johnny viejo a rendirse. Entonces Sonya y Johnny joven son secuestrados por Kano. Y Sektor se autodestruye, explotando la base de las Fuerzas Especiales.
En la nueva era creada por Liu Kang, en el que el ya mencionado crea una segunda línea temporal nueva, Cage es un actor impotente y en apuros cuyo costoso estilo de vida disgusta a su ex esposa, Christina. No mucho después, se enfrenta al ex miembro de los Yakuza, Kenshi Takahashi, que busca una de sus recientes compras y una espada sagrada de la familia Takahashi, Sento, que se encontraba en posesión de Cage. Su lucha es interrumpida por Liu Kang, quien los recluta para representar a la Tierra en el Mortal Kombat. Después de que Raiden es elegido campeón, Liu Kang envía a los representantes restantes para capturar a Shang Tsung. En todo momento, Cage filma sus hazañas en su aventura para usarlas como inspiración para futuros proyectos cinematográficos y vínculos con Kenshi. Después de que este último pierde los ojos mientras lo salva de una enloquecida Mileena, Cage finalmente y voluntariamente le entrega la espada Sento a Kenshi a cambio y en agradecimiento. Tras la derrota de Shang Tsung, Cage crea una franquicia multimedia basada en sus aventuras para introducir gradualmente a la Tierra en el Mundo Exterior.

## Habilidades

### Mortal Kombat

#### Movimientos especiales
- Bola de fuego verde: Johnny Cage lanza una bola de energía verde que va descendiendo hasta impactar al oponente. En juegos posteriores se conoce como «Bola de energía».
- Patada sombra: Johnny Cage lanza una patada en línea recta, deslizándose por el escenario, cubierto de un aura verde.
- Cascanueces: Johnny Cage realiza un split y da un fuerte puñetazo en los genitales del oponente.

#### Remates
- Gancho mortal: Johnny Cage da un gancho a su oponente, arrancándole la cabeza.
- Gancho mortal doble (glitch): Johnny Cage arranca una segunda cabeza después del primero.

### Mortal Kombat II

#### Movimientos especiales
- Bola de energía alta: Johnny Cage lanza una bola de energía verde muy arriba, para impactar al oponente en medio de un salto.
- Bola de energía baja: Johnny Cage lanza una bola de energía verde que va descendiendo hasta impactar al oponente.
- Patada sombra: Johnny Cage lanza una patada en línea recta, deslizándose por el escenario, cubierto de un aura verde.
- Cascanueces: Johnny Cage realiza un split y da un fuerte puñetazo en los genitales del oponente.
- Gancho sombra: Johnny Cage realiza un fuerte gancho, cubierto de un aura verde.
- Patada dividida: Johnny Cage realiza una patada ascendente.

#### Remates
- Gancho mortal: Johnny Cage da un gancho a su oponente, arrancándole la cabeza.
- Gancho mortal triple(secreto): Johnny Cage da un gancho a su oponente, arrancándole la cabeza tres veces.
- Arranca-torso: Johnny Cage parte al enemigo en dos con sus manos, arrancándole el torso.
- Friendship: Johnny Cage saca una foto suya autografiada.

### Mortal Kombat Trilogy

#### Movimientos especiales
- Bola de energía alta: Johnny Cage lanza una bola de energía verde muy arriba, para impactar al oponente en medio de un salto.
- Bola de energía baja: Johnny Cage lanza una bola de energía verde que va descendiendo hasta impactar al oponente.
- Patada sombra verde: Johnny Cage lanza una patada en línea recta, deslizándose por el escenario, cubierto de un aura verde.
- Patada sombra roja: Johnny Cage lanza una patada en línea recta, deslizándose por el escenario, cubierto de un aura roja.
- Gancho sombra: Johnny Cage realiza un fuerte gancho, cubierto de un aura verde.

#### Remates
- Gancho mortal: Johnny Cage da un gancho a su oponente, arrancándole la cabeza con todo y médula espinal.
- Rompe-espaldas: Johnny Cage levanta a su oponente y le aplica un backbreacker con tal fuerza que el oponente explota.
- Friendship: Johnny Cage saca una foto suya autografiada.
- Animality: Johnny Cage se transforma en un canguro marrón y patea al oponente fuera del escenario.

### Mortal Kombat 4/Mortal Kombat Gold

#### Movimientos especiales
- Bola de energía alta: Johnny Cage lanza una bola de energía verde muy arriba, para impactar al oponente en medio de un salto.
- Bola de energía baja: Johnny Cage lanza una bola de energía verde que va descendiendo hasta impactar al oponente.
- Patada sombra: Johnny Cage lanza una patada en línea recta, deslizándose por el escenario, cubierto de un aura verde.
- Golpe en split: Johnny Cage realiza un split y da un fuerte puñetazo en los genitales del oponente.
- Golpe sombra: Johnny Cage realiza un fuerte gancho, cubierto de un aura verde.

#### Remates
- Gancho mortal: Johnny Cage da un gancho a su oponente, arrancándole la cabeza tres veces.
- Arranca-torso: Johnny Cage parte al enemigo en dos con sus manos, arrancándole el torso.

### Mortal Kombat: Deadly Alliance

#### Movimientos especiales
- Bola de energía: Johnny Cage lanza una bola de energía verde que va descendiendo hasta impactar al oponente.
- Patada sombra: Johnny Cage lanza una patada en línea recta, deslizándose por el escenario, cubierto de un aura verde.
- Gancho de Johnny: Johnny Cage realiza un fuerte gancho, cubierto de un aura verde.

#### Remates
- Arranca-cerebro: Johnny Cage da un golpe al abdomen de su oponente, cuando se retuerce de dolor, Johnny da un puñetazo a su cabeza y le arranca el cerebro.

### Mortal Kombat: Shaolin Monks

#### Movimientos especiales
- Boltio sombra: Johnny Cage lanza una bola de energía verde en línea recta.
- Patada sombra: Johnny Cage lanza una patada en línea recta, deslizándose por el escenario, cubierto de un aura verde.
- Gancho sombra: Johnny Cage realiza un fuerte gancho, cubierto de un aura verde.

#### Remates
- Decapitación: Johnny Cage da un gancho a su oponente, arrancándole la cabeza tres veces.
- Arranca-torso: Johnny Cage parte al enemigo en dos con sus manos, arrancándole el torso.
- Friendship: Johnny Cage saca una foto suya autografiada.

### Mortal Kombat: Armageddon
- Gancho deslizante: Johnny Cage se desliza por el escenario y da un gancho al oponente, cubierto de un aura verde.
- Bola de fuego plásmica: Johnny Cage lanza una bola de energía verde hacia arriba que desciende hasta impactar con el oponente.
- Patada sombra: Johnny Cage lanza una patada en línea recta, deslizándose por el escenario, cubierto de un aura verde.

#### Final
Johnny Cage derrotó a Blaze, y el poder de los dioses se precipitó a través de él.  Obtuvo una fuerza y destreza superiores, pero, lo que es más importante, una nueva perspectiva de su existencia.  Con la ayuda de los maestros shaolin, renunció a su antigua vida superficial y se iluminó.

### Mortal Kombat 9

#### Movimientos especiales
- Bola de energía alta: Johnny Cage lanza una bola de energía verde muy arriba, para impactar al oponente en medio de un salto.
- Bola de energía baja: Johnny Cage lanza una bola de energía verde que va descendiendo hasta impactar al oponente.
- Patada sombra: Johnny Cage lanza una patada en línea recta, deslizándose por el escenario, cubierto de un aura verde.
- Cascanueces: Johnny Cage realiza un split y da un fuerte puñetazo en los genitales del oponente.
- Patada de voltereta: Johnny Cage realiza una voltereta cubierto de un aura verde, dando una patada a su oponente y enviándolo por los aires.

#### X-Ray
- Revienta-pelotas: Johnny Cage se burla de su oponente, cuando este lo golpea, Johnny detiene su ataque y realiza un split, golpeando los genitales de su oponente varias veces (hasta reventarle los testículos, si es hombre), luego salta y da un codazo en la columna de su oponente, rompiéndole varios huesos.

#### Remates
- Arranca-torso: Johnny Cage arranca la cabeza de su oponente de un gancho, luego parte al enemigo en dos con sus manos, arrancándole el torso, luego arroja el torso al suelo con al fuerza que la cabeza se eleva y la toma con su mano.
- Y el premio es para...: Johnny Cage da un golpe de karate en la cabeza a su oponente, partiéndosela en dos, y luego saca un trofeo de cine y lo clava entre ambos pedazos de la cabeza. (Nota: si este remate se hace en Kratos, solo le da el golpe de karate)

#### Final
Cuando los últimos remanentes de Shao Kahn se desintegraron, Johnny se sintió extraño, como si hubiera perdido el control de su cuerpo.  De repente, su energía poderosa estalló, destruyendo todo a su alrededor. Johnny buscó la ayuda de Raiden y Nightwolf, pero sus esfuerzos no hicieron nada para detener estos espasmos aleatorios de destrucción. Desesperado, Raiden transportó a Johnny a Seido, el Reino del Orden, donde se le podría enseñar a controlar su poder. Johnny Cage se transformará en un guerrero poderoso más allá de la imaginación mortal.

### Mortal Kombat X

#### Variantes
- Lista vip
- Manoplas
- Doble de acción

#### X-Ray
- Llamada de casting: Johnny Cage da una patada alta a la cabeza de su oponente, rompiéndole el cuello, luego toma su cabeza y le da un rodillazo, rompiéndole el cráneo, y por último realiza una voltereta, separando los huesos del cuello del cráneo, pero sin arrancarle la cabeza.

#### Remates
- Aquí está Johnny: Johnny Cage le da un puñetazo en la cara a su oponente, haciéndolo girar y darle la espalda, luego entierra sus manos en la espalda de su oponente, abriendo un agujero por el cual se puede ver su cara diciendo "aquí está Johnny".
- Pequeña improvisación: Johnny Cage toma a su oponente y lo derriba al suelo, luego toma su cabeza y empieza a estrellar su cara contra el suelo repetidas veces, rápidamente y con mucha fuerza, hasta que el rostro del oponente queda irreconocible.
- Decapitación: Johnny Cage da un gancho a su oponente, arrancándole la cabeza.

#### Final
La vida de Johnny Cage resulto ser mas extraña que cualquier película de ciencia ficción, pero sabia que se acercaba la escena final. Con las instrucciones de Raiden, Johnny consiguió navegar hasta la isla de la fortaleza abandonada de Shang Tsung, donde comenzó su aventura, para contemplar su futuro. Johnny encontró un libro antiguo entre los escombros. Sus paginas revelaron que Shang Tsung había descubierto el secreto de la longevidad edeniana. La jubilación de Johnny Cage tendría que esperar.

### Mortal Kombat 11

#### Movimientos especiales
- Esfera de poder directa: Johnny Cage lanza una bola de energía verde en línea recta hacia su oponente.
- Arroja las gafas: Johnny Cage arroja sus gafas a su oponente, haciéndole daño.
- Enfadado: Johnny Cage toma a su oponente y le realiza una serie de golpes rápidos.
- Cascanueces: Johnny Cage realiza un split y da un fuerte puñetazo en los genitales del oponente.
- Patada invertida: Johnny Cage realiza una voltereta cubierto de un aura verde, dando una patada a su oponente y enviándolo por los aires.
- Patada de sombras: Johnny Cage lanza una patada en línea recta, deslizándose por el escenario, cubierto de un aura verde.
- Furia de Cage: Johnny Cage le da un codazo a su oponente. Cada vez que el oponente bloquea este ataque, se hace más poderoso.
- Doble: Johnny Cage llama a su doble, que le da al oponente un puñetazo que lo lanza al suelo. Alternativamente, también se puede llamar para que venga en placaje para hacer un Clothesline.

#### Fatal Blow
- Y el premio es para: Johnny Cage da una serie de paradas a su oponente y lo derriba, cuando está en el suelo le aplasta la cara. Luego toma un trofeo y golpea a su oponente con él, destruyendo el trofeo y dejándolo con punta, luego apuñala a su oponente derribado en el torso con el trofeo.

#### Fatalities
- El vecindario del Sr. Cage: Johnny Cage le da un golpe a su oponente, haciéndolo girar y darle la espalda. Luego entierra su mano en la espalda de su oponente y apoyándose con su pierna, le arranca de la cintura para arriba. Luego unos reflectores lo enfocan y utiliza a su oponente como muerto como títere, dice un chiste malo y le empiezan a arrojar tomates en el que uno de ellos golpea a su oponente en el rostro.
- Quién contrató a este tipo: Johnny Cage da un gancho a su oponente, pero en lugar de arrancarle la cabeza solo le destruye la mandíbula, luego se ve que todo es un set de filmación y Johnny se molesta. Luego hacen una nueva toma, pero sigue sin arrancarle la cabeza. Hacen otra toma y esta vez le arranca la cabeza pero solo de la boca hacia arriba y se queda clavada en el puño de Johnny, y luego la arroja a la cámara y lanza el dedo del medio.

#### Final
Que qué me parece esto, una completa locura. Me caso con Sonya, tengo una hija que me quiere de verdad, ¡el mundo entero quiere saber cómo diablos ocurrirá eso! Consigo el Reloj de Arena que me enseña a patearle el trasero a Shinnok, lo hago perfectamente y paso de súper estrella de Hollywood y ícono internacional. Hasta ahí va bien. Pero entonces la fama me destruyó, no toqué fondo hasta ver cuanto podría decepcionar a mi niña pequeña. Finalmente logré todo lo que mi yo del futuro pedía, humildad y madurez, pero también sabía que no podría hacerlo sin vivir la misma vida que él. Así que restauré la línea temporal tal como era, con una pequeñísima diferencia, la historia de Sonya no acabaría entre los escombros de un castillo en el Infierno, ¡porque las películas de Johnny Cage siempre tienen un final feliz!

## Apariciones de Johnny Cage
- Mortal Kombat
- Mortal Kombat II
- Mortal Kombat Trilogy
- Mortal Kombat 4
- Mortal Kombat Gold
- Mortal Kombat: Deadly Alliance
- Mortal Kombat: Deception (Cameo)
- Mortal Kombat: Shaolin Monks
- Mortal Kombat: Unchained (Cameo)
- Mortal Kombat: Armageddon
- Mortal Kombat 9
- Mortal Kombat X[6]
- WWE Immortals[7]
- Mortal Kombat 11[8]
- Mortal Kombat 1

## Apariciones en películas
- Mortal Kombat
- Mortal Kombat: Aniquilación
- Mortal Kombat Legends: La venganza de Scorpion